# Campionato sudamericano femminile di pallacanestro 2010
Il 32º Campionato dell'America Meridionale Femminile di Pallacanestro (noto anche come FIBA South American Championship for Women 2010) si è svolto dal 10 al 14 agosto 2010 a Santiago, in Cile. Il torneo è stato vinto dalla nazionale brasiliana.

## Squadre partecipanti
- Argentina
- Brasile
- Cile
- Colombia
- Paraguay
- Uruguay
- Venezuela

## Classifica finale
| Pos | Squadra   | |
| --- | --------- | --- |
|     | Brasile   | Brasile4 Adrianinha, 5 Helen, 6 Karen, 7 Micaela, 8 Natália, 9 Silvinha, 10 Damiris, 11 Fernanda, 12 Palmira, 13 Alessandra, 14 Nádia, 15 Kelly, All. Carlos Colinas           |
|     | Argentina | Argentina4 González, 5 Boquete, 6 Reggiardo, 7 Chesta, 8 Mendoza, 9 Cava, 10 Gatti, 11 Paoletta, 12 Pavón, 13 Cejas, 14 Sánchez, 15 F. Fernández, All. Eduardo Pinto           |
|     | Colombia  | Colombia4 Robledo, 5 Valek, 6 García, 7 Sánchez, 8 Mosquera, 9 Palacio, 10 Martínez, 11 Arias, 12 Asprilla, 13 Torres, 14 Avendaño, 15 Mendoza, All. Luis Cuenca               |
| 4   | Paraguay  | Paraguay4 Peña, 5 Ferrari, 6 Hüttemann, 7 Aponte, 8 Mercado, 9 Closs, 10 T. Insfrán, 11 Pérez, 12 Gómez, 13 Peralta, 14 Caraves, 15 R. Insfrán, All. Arturo Álvarez            |
| 5   | Cile      | Cile4 Franco, 5 de la Quintana, 6 Novión, 7 Moya, 8 Troncoso, 9 Rahmer, 10 Aragonese, 11 Naranjo, 12 Morrison, 13 Gómez, 14 Serrano, 15 Madrigal, All. Cristian Santander      |
| 6   | Venezuela | Venezuela4 Velásquez, 5 Silva, 6 Corrales, 8 Durán, 9 Pérez, 11 Bolívar, 12 C. Blanco, 13 E. Blanco, 14 Villarroel, 15 Ilarraza, All. Enrique Gil                              |
| 7   | Uruguay   | Uruguay4 Tovagliari, 5 Martinelli, 6 Guadalupe, 7 López, 8 dos Santos, 9 Pereyra, 10 Acosta, 11 Bello, 12 Guarnaschelli, 13 Dibarboure, 14 Dagnino, 15 Somma, All. Juan Serdio |